# Tekirdağ
Tekirdağ (in bulgaro Родосто?, Rodosto; in greco Ραιδεστός?, Raidestos), nota in italiano anche come Rodosto, è una città della Turchia capoluogo dell'omonima provincia.

## Storia
La città è stata identificata con la colonia greca di Bisante, poi in latino Rhaedestus, nel periodo ottomano Rodosçuk, Tekfur Dağı.

## Monumenti e luoghi d'interesse
- Moschea di Rüstem Paşa, del XVI secolo, opera dell'architetto Sinān.

## Economia
La città ha un importante porto sul mar di Marmara.